# Movimiento Libres del Sur
Movimiento Libres del Sur (spanisch etwa für Bewegung Freie des Südens) ist eine argentinische Partei, die 2006 aus der Gruppierung Corriente Patria Libre und der später gegründeten Piquetero-Organisation Barrios de Pie hervorging. Sie wird als sozialdemokratisch und links-nationalistisch bezeichnet.
Zwischen 2011 und 2017 war die Partei mit dem Partido Socialista und anderen Mitte-links-Parteien in einer Allianz (ursprünglich Frente Amplio Progresista, später unter weiteren Namen wie Frente Amplio UNEN und Progresistas) verbündet. Ab 2017 schloss sie sich vermehrt Wahlbündnissen der politischen Mitte wie 1País, Consenso Federal und in einigen Provinzen auch Cambiemos/Juntos por el Cambio an.
Präsident der Partei ist Humberto Tumini. Die Partei verfügte zwischen 2007 und 2019 über Abgeordnete im argentinischen Nationalkongress.

## Geschichte
Die älteste Vorgängerorganisation, die linksgerichtete Partei Corriente Patria Libre, wurde 1987 gegründet. 1994 erfolgte die Anerkennung als Regionalpartei in der Provinz Corrientes. 2001 wurde die Arbeitslosenorganisation Barrios de Pie gegründet, die immer enger mit der Patria Libre kooperierte und sich 2006 mit der Bewegung zum Movimiento Libres del Sur vereinigte.
2007 trat die Partei zum ersten Mal zu Kongresswahlen an. Sie integrierte das von Néstor Kirchner gegründete Frente para la Victoria in der Provinz Buenos Aires und gewann zwei Sitze im Kongress. 2008 trat Libres del Sur aus dem Frente para la Victoria aus und näherte sich anderen Mitte-links-Parteien wie dem Partido Socialista an. 2011 wurde es Teil der Allianz Frente Amplio Progresista. Bei der Wahl 2011 erlangte die Partei im Kongress nur noch einen Sitz; der Kandidat der Allianz Hermes Binner erreichte mit weitem Abstand hinter Cristina Fernández de Kirchner den zweiten Platz.
2015 unterstützte die Partei Margarita Stolbizer von der UCR-Abspaltung GEN als Präsidentschaftskandidatin. Vor den Wahlen 2019 kam es zu einer Abspaltung, die sich unter dem Kürzel Somos dem von der PJ geprägten Frente de Todos anschloss und der die prominente Politikerin Victoria Donda Pérez angehörte, die bis 2022 in der Regierung Alberto Fernández Leiterin des Nationalen Instituts gegen Diskriminierung, Fremdenfeindlichkeit und Rassismus (INADI) war.
Die Libres del Sur hingegen unterstützten in dieser Wahl Roberto Lavagna, errangen aber kein Mandat auf landesweiter Ebene mehr. Zu den Wahlen 2023 trat die Partei mit einem eigenen Präsidentschaftskandidaten, Jesús Escobar, an.

## Inhaltliches Profil
Die Partei gibt als wichtigstes Ziel die soziale Gerechtigkeit an. Wirtschaftlich strebt sie eine gelenkte Volkswirtschaft an, bei dem Schlüsselindustrien wie Petroleum- und Gasförderung dem Staat unterstehen. Der Staat soll als „starker Staat“ die Wirtschaft kontrollieren, lenkend eingreifen und „die Schwachen vor den Mächtigen schützen“. Die Partei will Elemente der Basisdemokratie im politischen System Argentiniens auf allen Ebenen (Bundesstaat, Provinzen und Gemeinden) verankern und ausbauen. Weiterhin strebt sie einen umfassenden Natur- und Umweltschutz an.
International strebt Libres del Sur einen Zusammenschluss mit anderen südamerikanischen Staaten über das Bündnis Mercosur an. Im aktuellen Parteiprogramm, das noch aus der Zeit kurz nach der Argentinien-Krise stammt, wird die Politik der USA unter George W. Bush und dessen Interventionen scharf abgelehnt und stattdessen der Schulterschluss mit anderen linksgerichteten Regierungen Südamerikas angestrebt.

## Bekannte Mitglieder
Humberto Tumini, der Präsident der Partei (2023), gehört zu den Mitbegründern der Vorgängerorganisation Corriente Patria Libre und trat für diese 1995 erfolglos als Präsidentschaftskandidat an. Er war während der Militärdiktatur (1976–1983) zeitweise politischer Gefangener.
Die Menschenrechtsaktivistin Victoria Donda Pérez war zwischen 2007 und 2019 Abgeordnete der Partei im Nationalkongress. Donda Pérez, die Tochter von Verschwundenen in der Militärdiktatur zwischen 1976 und 1983 ist, war zunächst in der Fraktion des Frente para la Victoria aktiv und 2008 eine treibende Kraft beim Austritt von Libres del Sur aus der regierungsnahen Allianz. 2018 trat sie aus der Partei aus und gründete eine eigene Partei, Somos.

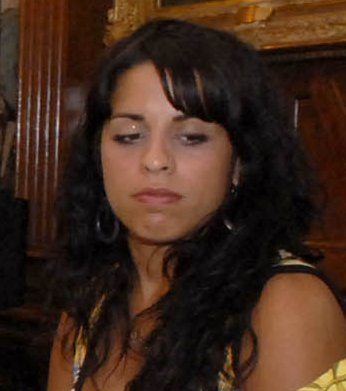
Victoria Donda (2007)